# Công viên Ibirapuera

Công viên Ibirapuera

Công viên Ibirapuera là một công viên công cộng ở trung nam của thành phố São Paulo, Brasil. Công viên ban đầu mở cửa năm 1954, trên khu đất có diện tích 545 mẫu Anh (1,58 km2) thuộc sở hữu thành phố. Công viên được thiết kế bởi kiến trúc sư Oscar Niemeyer. Đây là một trong những công viên lớn nhất Mỹ Latin, cùng với công viên Chapultepec ở Thành phố México và công viên Simón Bolívar ở Bogota.